# Mustafá Tlass
Mustafá Tlas o Moustafá Tlass (en árabe: مصطفى طلاس‎) fue un político y militar sirio nacido el 11 de mayo de 1932 en Rastán, cerca de la ciudad histórica de Homs, y fallecido el 27 de junio de 2017 cerca de París.

## Biografía

### Carrera militar y política
Moustafa Tlas se adhirió al Partido Baaz en 1947. Entró en la escuela militar en 1952 y conoció a Háfez al-Ásad, de quien se hizo amigo. Los dos hombres estuvieron destinados en El Cairo entre 1958 y 1961 durante el período de la República Árabe Unida (unión entre Siria y Egipto). Ambos eran panarabistas pero también nacionalistas y querían la ruptura de los  RAU. Tlas subió en la jerarquía militar auspiciado por al-Ásad, quien lo nombró Jefe del Estado Mayor en 1968 después de la debacle de la Guerra de los Seis Días. Su último golpe de Estado en 1970 le dio plenos poderes. En 1972, Tlas fue nombrado Ministro de Defensa.
A diferencia de la mayoría de las personas nombradas por Háfez al-Ásad en el aparato militar, Tlas no es un musulmán alauita, sino un musulmán suní.
En los años 70, Mustafá Tlas modernizó y equipó al ejército sirio con la ayuda de la Unión de Repúblicas Socialistas Soviéticas. Mustafá Tlas participó en la masacre de Hamah en 1982  y en la brutal represión de los insurgentes de los Hermanos Musulmanes, que dejó entre 20 000 y 40 000 muertos. Durante el golpe de Estado de Rifat al-Ásad en 1984, Tlas apoyó a Háfez al-Ásad y se hizo aún más poderoso. Luego dirigió el ejército y los servicios de seguridad.
Poco involucrado en asuntos políticos ya que Háfez al-Ásad lo dirigía todo, Tlas estuvo inmerso en los círculos mundanos y culturales de Damasco.
Su influencia no disminuyó después de la muerte de Háfez al-Ásad en el año 2000 y de su sustitución al frente del Estado por Bashar al-Ásad. En mayo de 2002, Bashar intervino para retrasar el retiro de Tlas de su cargo de Ministro de Defensa durante dos años. Después de este plazo, Tlas dejó el Ministerio de Defensa a Hassan Turkmani pero mantuvo el puesto de Viceprimer Ministro y siguió siendo una de las principales figuras políticas del país.
Bashar al-Ásad que quería modernizar un poco el régimen y discutir con Israel, debió tratar con Tlas que era el primer representante de la «vieja guardia». En 2004 dejó el Partido Baaz y todas sus responsabilidades gubernamentales. Sin embargo, su hijo Manaf Tlas se llevaba bien con Bashar al-Ásad  antes de desertar en el verano de 2012 durante la guerra civil siria.
El 18 de marzo de 2012, una asociación que ayudaba al pueblo sirio aprovechó el hecho de que estaba en Francia para presentar una denuncia en su contra, con el fin de juzgarlo por crímenes de guerra, incluida la masacre de Hamah.
Murió el 27 de junio de 2017 en el hospital Avicenne de Bobigny.

## Vida privada
Mustafá Tlass fue el padre de Nahed Ojjeh, viuda del traficante de armas saudí Akram Ojjeh. Tlas tiene dos hijos: Firas  y Manaf Tlas  y otra hija, Sarya Tlas.

## Publicaciones
En 1986, la defensa de su tesis en La Sorbona fue anulada por la noticia dada la prensa de un importante 	publicación incendiaria antisemita firmada por él. En 1999, mientras Mustafá Tlass trabajaba, esta vez en «el istmo sirio», Butros Butros-Ghali y André Bourgey dimitieron de su jurado después de que describiera a Yasir Arafat, dirigente de la OLP y enemigo de Siria, como un «hijo de 60 000 putas».
Su editorial publicó la octava edición de Los protocolos de los sabios de Sion.
Ha escrito más de 40 libros, entre ellos el de l'Azyme de Sion, acusado de ser un concentrado de ideología antisemita, retomando las acusaciones de crimen ritual contra los judíos y analizando el Caso Damasco de 1840, que había dado lugar a las mismas acusaciones.
También es autor de poemas sobre Jeane Manson y Gina Lollobrigida.
- Zénobie Reine De Palmyre
- Le Pasteur De Jérusalem Hilarion Capucci
- L'Azyme de Sion
- Cantiques